# Tony Galento
Dominic Antony Galento, detto Tony (Orange, 12 marzo 1910 – Orange, 22 luglio 1979), è stato un pugile statunitense.
Di famiglia italoamericana, Galento è stato uno dei personaggi più pittoreschi della storia del pugilato. Si presentò ad un match (quello del 1940 contro Max Baer) con un labbro cucito perché il fratello, il giorno precedente, gli aveva rotto una caraffa di vetro in faccia nel corso di un litigio; durante l'incontro, naturalmente, il taglio si riaprì quasi subito.
Era dedito a gozzoviglie pantagrueliche che non sospendeva nemmeno il giorno degli incontri.
Dal fisico sgraziato e tutt'altro che atletico, perché notevolmente in sovrappeso, soprattutto verso il termine della carriera, era irruente e non aveva timore di nessun avversario. Era dotato di un gancio sinistro in grado di atterrare chiunque, perfino Joe Louis, ed era tecnicamente meno sprovveduto di quanto si potesse pensare.

## La carriera
Soprannominato "Two Ton Tony", esordì tra i professionisti nel 1928, incontrando, nei successivi 15 anni, alcuni tra i più forti pesi massimi degli anni trenta: Johnny Risko, Ernie Schaaf, Arturo Godoy, Al Ettore, Lou Nova, Max Baer e Buddy Baer.
Raggiunse l'apice il 28 giugno 1939, allo Yankee Stadium di New York, dove sfidò il campione del mondo Joe Louis. Per Louis l'incontro fu tutt'altro che una passeggiata. Prima di domare Galento e concludere l'incontro con un KOT al 4º round, Louis passò un brutto momento nel 1º, e al 3º round finì addirittura al tappeto.